# المتحف البوليفاري
المتحف البوليفاري متحف مخصص لسيمون بوليفار بطل استقلال أمريكا اللاتينية. يقع في كاراكاس فنزويلا. يتم تشغيل المتحف جنبًا إلى جنب مع مسقط رأس سيمون بوليفار. تشمل المجموعات عناصر تتعلق ببوليفار واستقلال فنزويلا.

## تاريخ المتحف
تم جمع العديد من العناصر الموجودة في المتحف في القرن التاسع عشر، وتم عرض بعضها في عام 1883 عندما نظم الرئيس جوزمان بلانكو معرضًا للاحتفال بالذكرى المئوية لميلاد بوليفار. لم يتم تخصيص متحف لبوليفار حتى القرن العشرين. اتخذ الرئيس رومولو بيتانكورت قرارًا بنقل المتحف إلى موقعه الحالي بجوار مسقط رأس بوليفار. أعاد المهندس المعماري المسؤول غرازيانو غاسباريني بناء واجهة المتحف بناء على فن العمارة الاستعمارية الإسبانية للمبنى الجديد الذي تم افتتاحه في عام 1960.